# Chika Unigwe
Chika Nina Unigwe (Enugu, 12 giugno 1974) è una scrittrice nigeriana naturalizzata belga.

## Biografia
Attualmente vive a Turnhout in Belgio con suo marito e i suoi quattro figli. Di etnia igbo, Si è laureata in lingua e letteratura inglese presso l'università di Nsukka in Nigeria e nel 2004 è ha svolto la tesi di dottorato in scienza della letteratura all'Università di Leida nei Paesi Bassi.

## Attività
Ha pubblicato romanzi, poesie, libri per bambini e racconti. I suoi racconti sono stati radiotrasmessi dalla BBC World Service, da Radio Nigeria e da altre stazioni radiofoniche del Commonwealth.
Nel 2003 ha vinto la BBC Short Story Competition, ottenendo una menzione speciale nella Commonwealth short story writing competition, 2003/2004. Inoltre, sempre nel 2003, è stata una finalista del Premio Caine (anche noto come African Booker).
Dal 1º gennaio 2007 è membro del consiglio comunale di Turnhout per il partito cristiano-democratico CD&V.
Il suo primo romanzo, De Feniks, è stata la prima opera di fiction scritta in olandese da un autore proveniente dall'Africa.
Chika Unigwe ha pubblicato nel 2007 il suo secondo romanzo On Black Sisters' Street (pubblicato dapprima in olandese con il titolo Fata Morgana), ambientato sullo sfondo della scena della prostituzione di Anversa vincendo nel 2012 il Premio Nigeria per la letteratura.

## Opere
- Tear Drops, Enugu: Richardson Publishers, 1993, Poesie.
- Born in Nigeria, Enugu: Onyx Publishers, 1995, Poesie.
- Thinking of Angel, 2005, racconto.
- Dreams, 2004.
- De Feniks, Amsterdam/Antwerp, Meulenhoff/Manteau, 2005, romanzo.
- Fata Morgana, 2007, romanzo (in italiano Le nigeriane, tr. di Giorgio Testa, casa ed. Neri Pozza).